# Spedizione all'inferno
Ekspeditsija v preispodnuju (Экспедиция в преисподнюю), tradotto letteralmente "Spedizione all'inferno", è un romanzo per ragazzi, con taglio umoristico scritto da Arkadij Strugatskij (sotto lo pseudonimo di S. Jaroslavtsev) con la partecipazione del fratello Boris a partire dai primi anni '70. La prima e la seconda parte sono state pubblicate nel 1974 sulla rivista Mir Priključenij, mentre la terza è uscita nel 1984. Il romanzo è stato pubblicato in versione integrale per la prima volta nel 1988. Nel 1972 i fratelli Strugatskij iniziarono a stendere la sceneggiatura per un cartone animato intitolato Inseguimento nel cosmo (il titolo della prima parte del romanzo) che, tuttavia, venne respinta dalla censura.

## Trama
XXIII: il secolo d'oro dell'umanità. Tre giovani amici, novelli Athos, Porthos e Aramis, insieme all'amica Galja (d'Artagnan in gonnella) si lanciano all'avventura nel cosmo, tra inseguimenti e pirati spaziali bicefali e mutanti.

## Edizioni all'estero
Ad oggi (2020) non risultano traduzioni nei paesi occidentali mentre numerose sono le edizioni in Russia.